# S01
S01 – rodzina polskich silników dwusuwowych klasy 125 cm³ stanowiąca modyfikację silnika motocykla DKW RT 125. Konstrukcję silnika opracował inż. Fryderyk Bluemke.

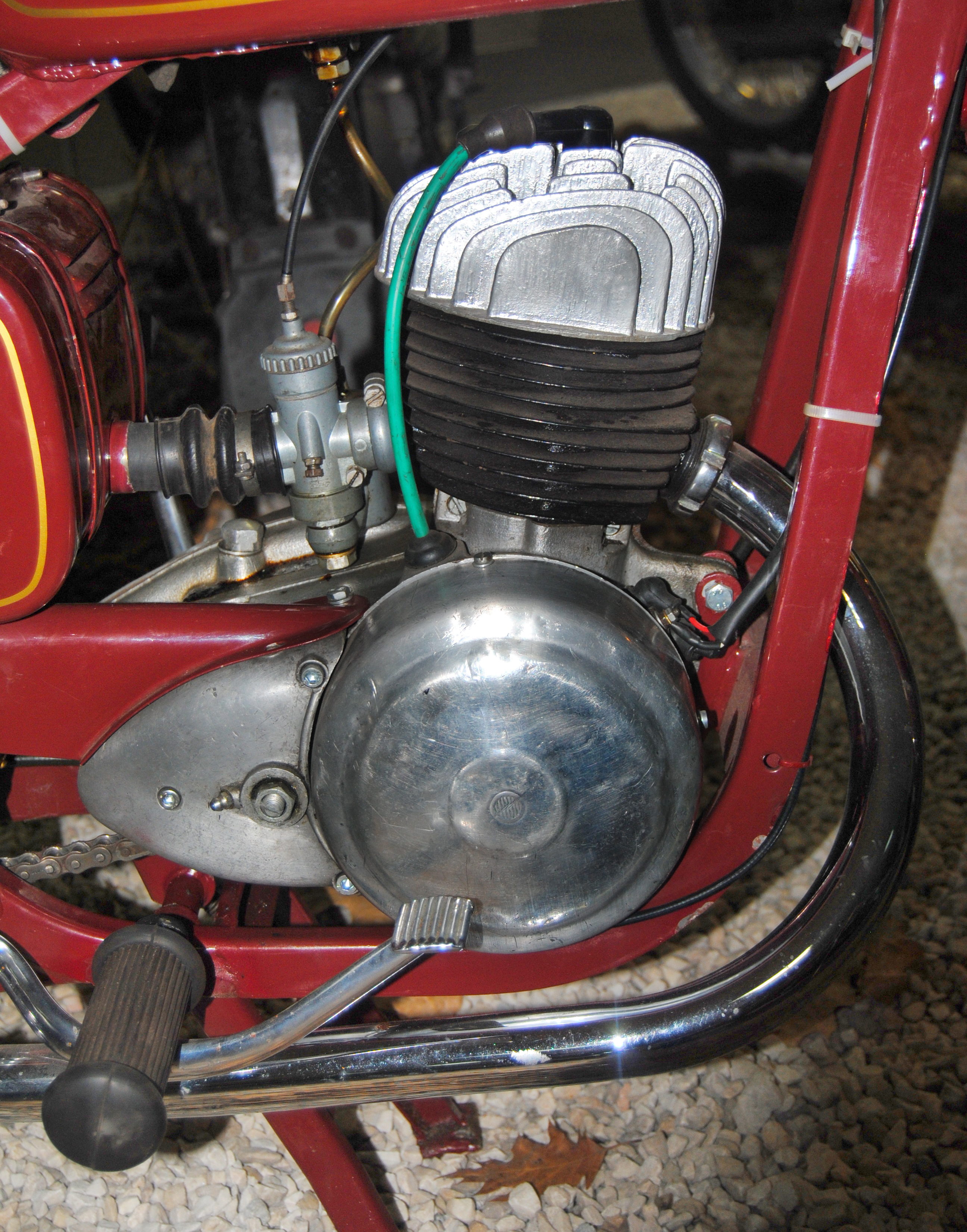
Silnik S01 w motocyklu WFM M06, Muzeum Motoryzacji w Poznaniu

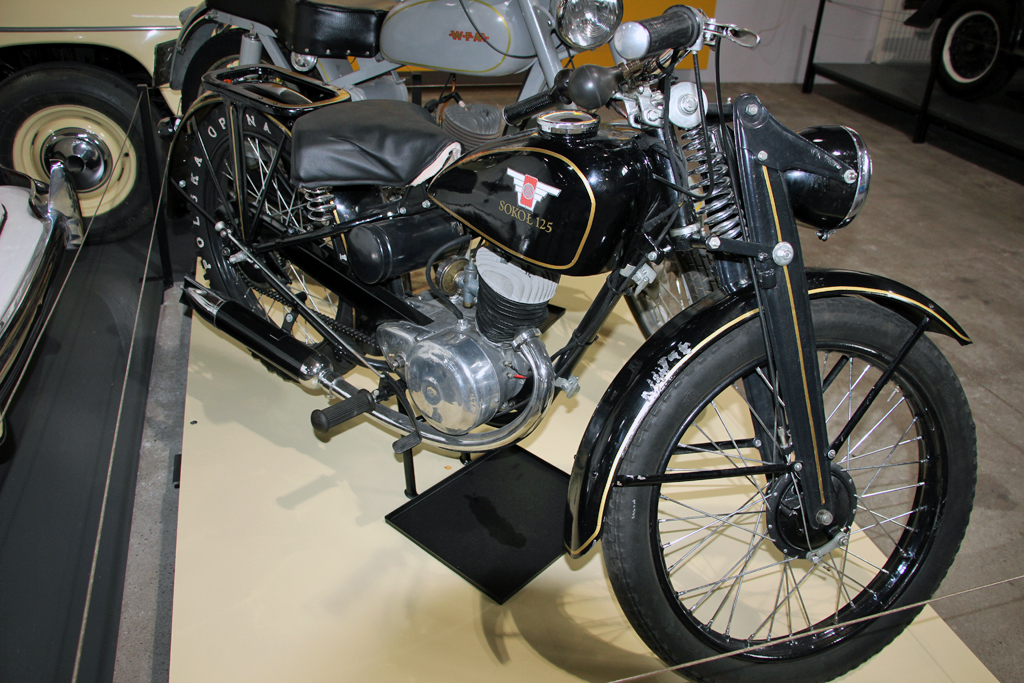
Motocykl Sokół 125 z zamontowanym silnikiem S01, Muzeum Inżynierii Miejskiej w Krakowie

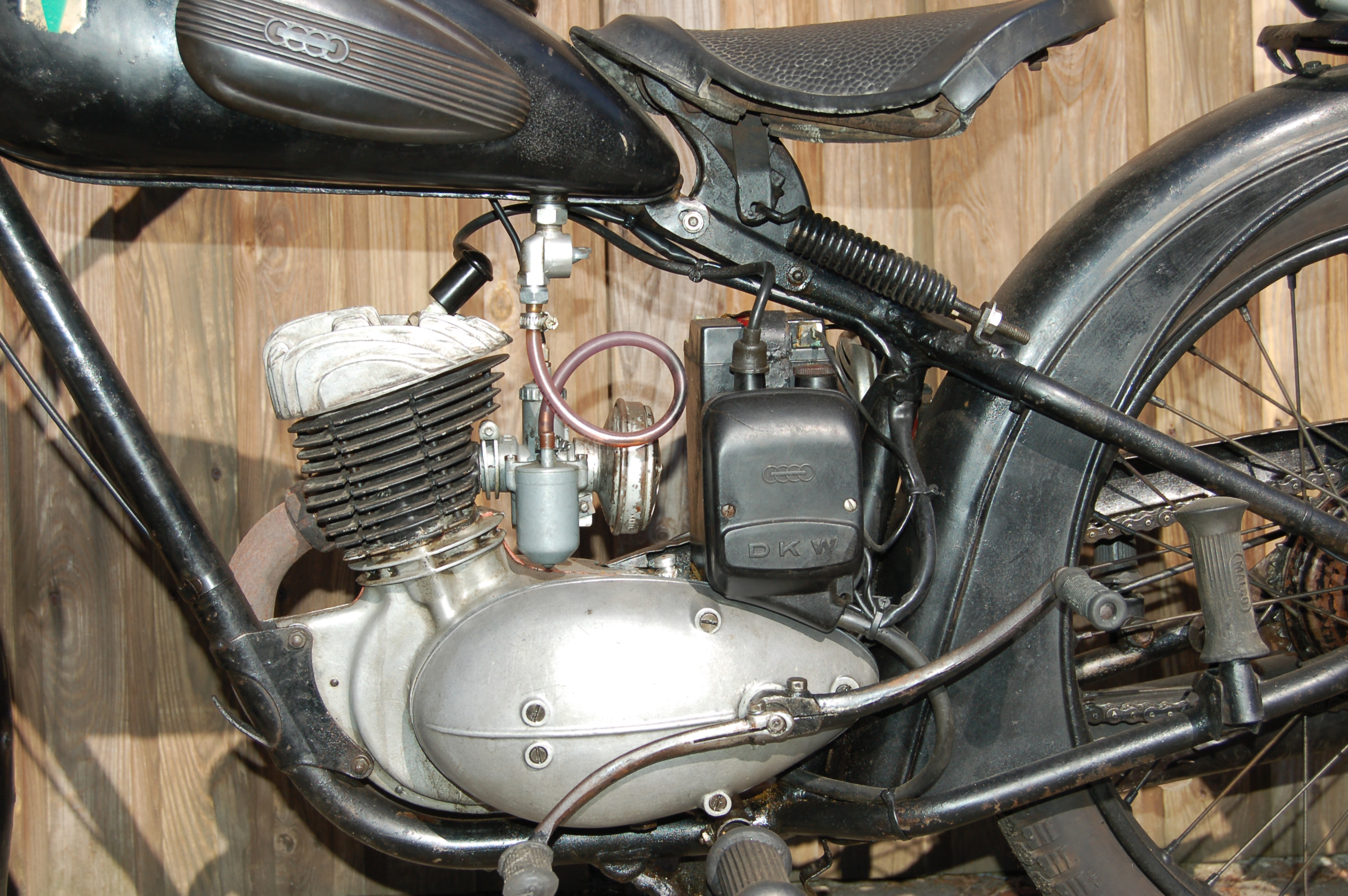
Silnik motocykla DKW RT 125 na którym wzorowano silnik S01

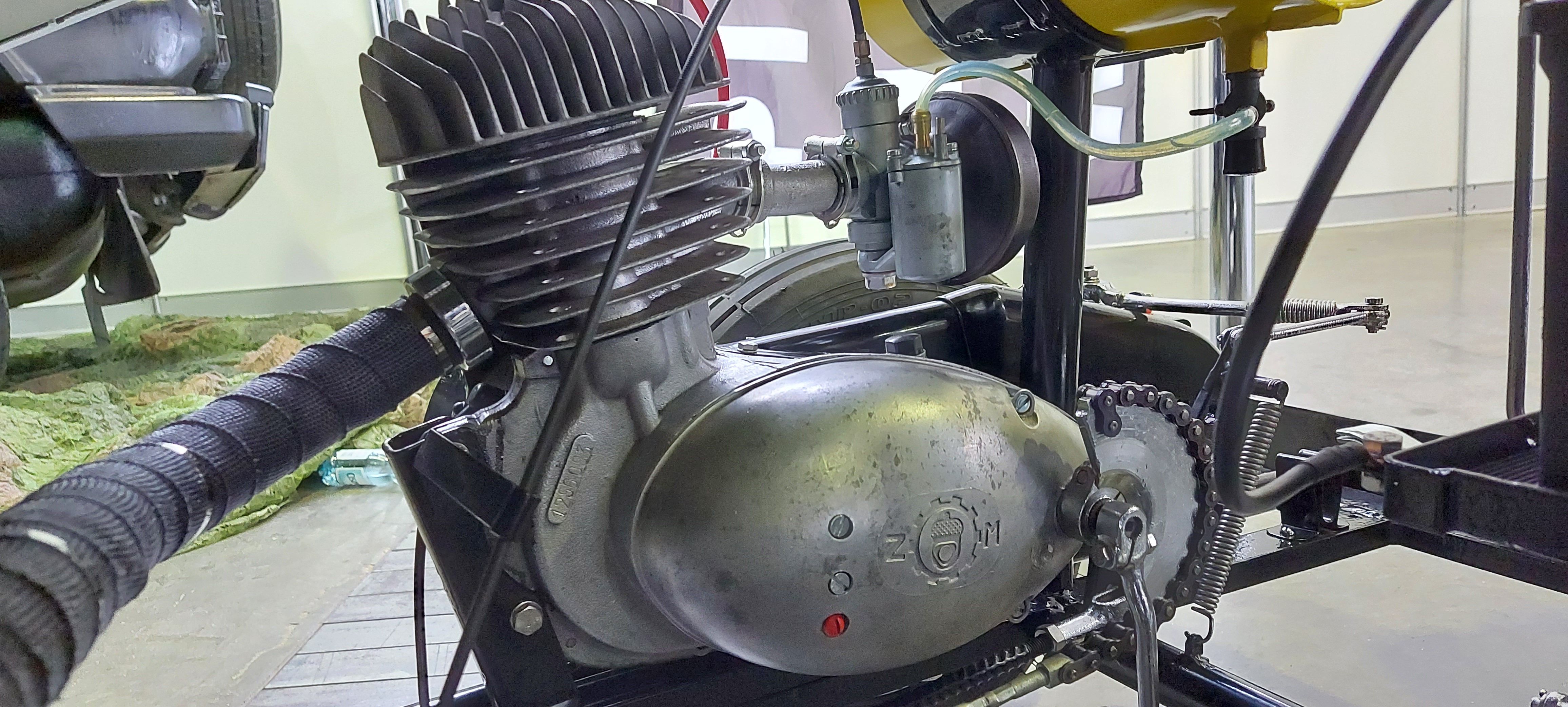
Silnik z rodziny S01 w trenerze wojskowym MTS-70. Głowica założona bokiem w związku z wymuszony obiegiem powietrza przez dmuchawę

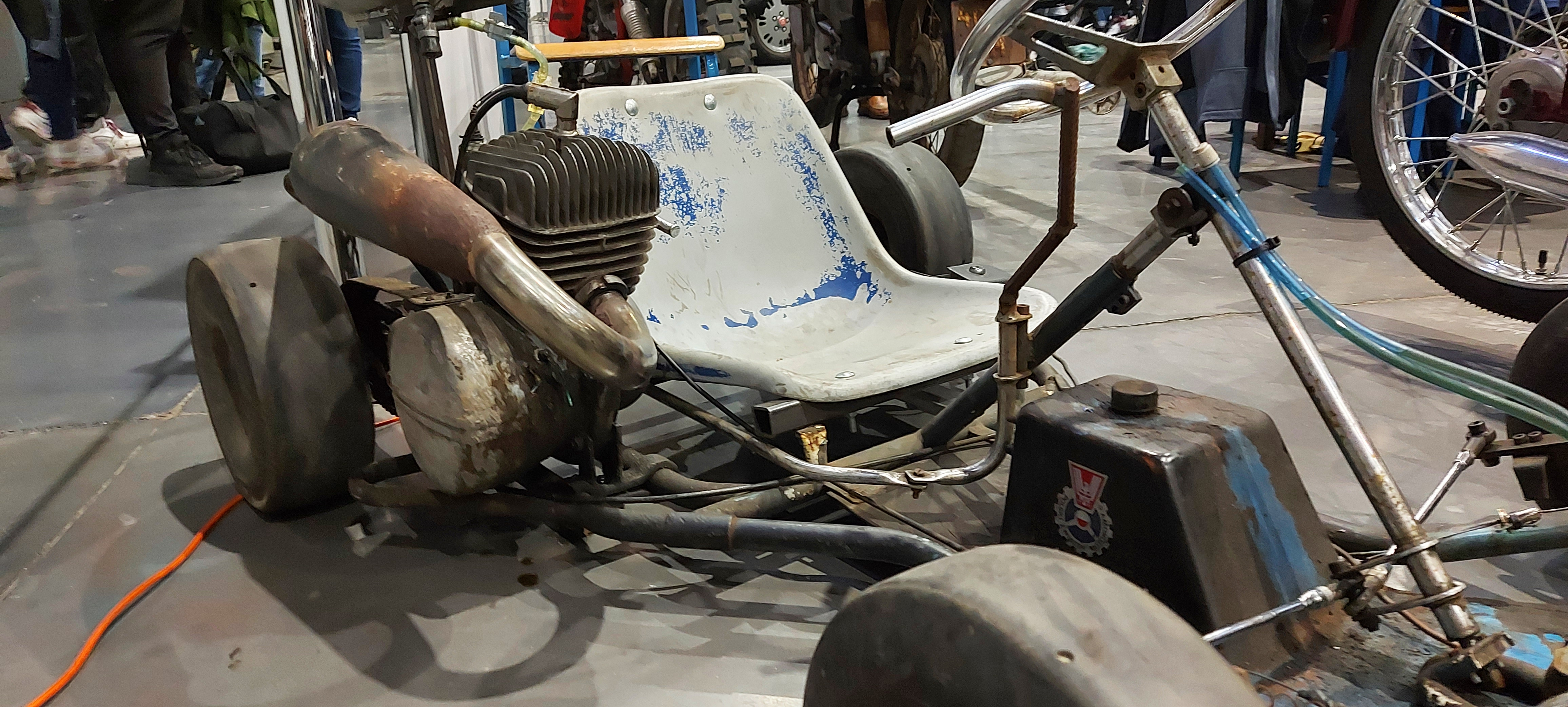
Silnik S01-Z3A w karcie KP-6 z 1989 roku

## Historia
Po drugiej wojnie światowej polskie władze podjęły decyzję o stworzeniu rodzimego przemysłu motocyklowego. Zdecydowano się na produkcję motocykla Sokół 125, wzorowanego na motocyklu DKW. Skonstruowanie silnika zlecono inżynierowi Fryderykowi Bluemkemu, który dopasował silnik do polskich warunków eksploatacji. Główną różnicą pomiędzy S01 a silnikiem DKW było zastosowanie iskrownika zamiast zapłonu bateryjnego. Zmiana ta pozwoliła na eksploatację motocykla bez akumulatora, które w powojennych realiach były trudne do nabycia i słabej jakości. Zdecydowano się również na zmniejszenie stopnia sprężania, co pozwoliło na stosowanie słabszych jakościowo paliw o niższej liczbie oktanowej. Pierwszych 6 egzemplarzy silnika zostało wyprodukowanych w 1947 roku w Zakładach Metalowych w Ustroniu, a seryjną produkcję ulokowano w Państwowych Zakładach Lotniczych na Psim Polu we Wrocławiu. Montaż silnika w 1954 roku przejęła Warszawska Fabryka Motocykli, a od roku 1957 silnik produkowano również w Zakładach Metalowych w Nowej Dębie. Największa modernizacja silnika nastąpiła w wersji S01-Z opracowanej przez inżyniera Wiesława Wiatraka. Produkcja wielokrotnie modernizowanego silnika S01 zakończyła się wraz z zaprzestaniem produkcji motocykla WSK w 1985 roku.

## Zastosowanie

### Motocykle
Silnik S01 w różnych wersjach miał zastosowanie we wszystkich motocyklach klasy 125 cm³ produkowanych seryjnie w PRL. Były to następujące motocykle:
- Sokół M01
- SHL M02
- SHL M03
- SHL M04
- SHL M05
- WFM M06 bez typu M06-S34
- WSK M06 i pochodne

Rozwinięciem konstrukcji S01 były następujące silniki:
- S06 (SHL M06U/T, WSK M-150), S06A (OSA M50) – 150 cm³
- S32 (SHL M11), S33 (OSA M52) – 175 cm³
- S34 (WFM M06 S34) – 125 cm³

### Inne pojazdy
Silniki rodziny S01 wykorzystywane były w kartingu. Silnik w wersji 051 (S01-Z3A Lux) posiada homologację dla gokartów klasy narodowej 125. Ze względu na popularności i dużą dostępność, różne wersje silnika S01 napędzały wiele konstrukcji polskich gokartów takich jak: kart "Horyzontów Techniki", kart RAP-3, kart K3, kart K5 Polkart.
Silnik z rodziny S01 był wykorzystywany do napędu trenażerów wojskowych MTS-70 i MTS-72 (TK 660), które wykorzystywane był do szkolenia przyszłych kierowców w Ludowym Wojsku Polskim. Zastosowanie trenażera z silnikiem motocyklowym miało zmniejszyć koszty szkolenia kierowców związane z zużyciem paliwa.

### Silniki wykorzystujące podzespoły S01
W PRL-u starano się zunifikować produkcję przemysłową. Tworząc więc silniki do innych zastosowań starano się wykorzystać jak najwięcej podzespołów z popularnych silników S01.    

#### M3-125B –glebogryzarkaM3-125BMrówka
Na podstawie silnika S01-Z1 powstał silnik M3-125B wykorzystywany w glebogryzarce M3-125B Mrówka. Silnik korzystał z tego samego układu tłokowo-korbowego, różnica występowała w budowie karterów silnika, ponieważ silnik nie potrzebował przekładni ze zmiennym przełożeniem.  

#### ŁT-125 "Niesob" – silnik zaburtowy
Silnik zaprojektowany przez inż. Henryka Niesobskiego. Silnik chłodzony cieczą wykorzystujący tłok i wał oraz iskrownik-prądnicę z silnika S01. Innowacyjnym rozwiązaniem opatentowanym przez konstruktora silnika była synchronizacja kąta wyprzedzenia zapłonu z położeniem przepustnicy.

#### S08 "Warta" – silnik kajakowy
Korzystając z części z silnika S01 powstał silnik S08 chłodzony cieczą  do napędu kajaków. Napęd z silnika był przenoszony na śrubę poprzez wał napędowy bez skrzyni biegów. Obieg wody chłodzącej bez użycia pompy, tylko przy pomocy ciśnienia dynamicznego wody, uzyskiwanego poprzez ruch kajaka. Pierwotnie produkowany przez Wytwórnię Sprzętu Mechanicznego w Poznaniu, później produkcję silnika przeniesiono do Wytwórni Silników w Bydgoszczy.

## Dane techniczne
| Wersja                               | S01                                                 | S01                                                 | S01-Z                                               | S01-Z1                                              | S01-Z3                                              | S01-Z3A                                             | S01-Z3A Lux                                         | S01-Z2S                                             |
| ------------------------------------ | --------------------------------------------------- | --------------------------------------------------- | --------------------------------------------------- | --------------------------------------------------- | --------------------------------------------------- | --------------------------------------------------- | --------------------------------------------------- | --------------------------------------------------- |
| Cykl pracy                           | dwusuwowy z przepłukiwaniem zwrotnym                | dwusuwowy z przepłukiwaniem zwrotnym                | dwusuwowy z przepłukiwaniem zwrotnym                | dwusuwowy z przepłukiwaniem zwrotnym                | dwusuwowy z przepłukiwaniem zwrotnym                | dwusuwowy z przepłukiwaniem zwrotnym                | dwusuwowy z przepłukiwaniem zwrotnym                | dwusuwowy z przepłukiwaniem zwrotnym                |
| Pojemność skokowa                    | 123 cm³                                             | 123 cm³                                             | 123 cm³                                             | 123 cm³                                             | 123 cm³                                             | 123 cm³                                             | 123 cm³                                             | 148 cm3                                             |
| Średnica cylindra                    | 52 mm                                               | 52 mm                                               | 52 mm                                               | 52 mm                                               | 52 mm                                               | 52 mm                                               | 52 mm                                               | 57 mm                                               |
| Skok tłoka                           | 58 mm                                               | 58 mm                                               | 58 mm                                               | 58 mm                                               | 58 mm                                               | 58 mm                                               | 58 mm                                               | 58 mm                                               |
| Stopień sprężania                    | 6,0                                                 | 6,85                                                | 6,9                                                 | 6,9                                                 | 7,5                                                 | 7,8                                                 | 7,8                                                 | 8,0                                                 |
| Moc znamionowa                       | 4 KM                                                | 5,5 KM                                              | 6,2 KM                                              | 6,5 KM                                              | 7,3 KM                                              | 8 KM                                                | 8 KM                                                | 9 KM                                                |
| Liczba obrotów przy mocy znamionowej | 4250 obr./min                                       | 4900 obr./min                                       | 4850 obr./min                                       | 4850 obr./min                                       | 5300 obr./min                                       | 5300 obr./min                                       | 5300 obr./min                                       | 5000 obr./min                                       |
| Największy moment obrotowy           | 0,75 kGm                                            | b.d.                                                | 1,0 kGm                                             | 1,0 kGm                                             | 1,0 kGm                                             | 1,1 kGm                                             | 1 kGm                                               | 1,2 kGm                                             |
| Obroty momentu maksymalnego          | 3000 obr./min                                       | b.d.                                                | 3800 obr./min                                       | 3900 obr./min                                       | 4200 obr./min                                       | 4600 obr./min                                       | 4600 obr./min                                       | 4000 obr./min                                       |
| Sprzęgło                             | 3-tarczowe z wkładkami korkowymi, zanurzone w oleju | 3-tarczowe z wkładkami korkowymi, zanurzone w oleju | 3-tarczowe z wkładkami korkowymi, zanurzone w oleju | 3-tarczowe z wkładkami korkowymi, zanurzone w oleju | 3-tarczowe z wkładkami korkowymi, zanurzone w oleju | 3-tarczowe z wkładkami korkowymi, zanurzone w oleju | 3-tarczowe z wkładkami korkowymi, zanurzone w oleju | 3-tarczowe z wkładkami korkowymi, zanurzone w oleju |
| Gaźnik                               | G16                                                 | G20                                                 | G20                                                 | G20                                                 | G20                                                 | G20                                                 | G20                                                 | G20                                                 |
| Rozruch                              | nożny                                               | nożny                                               | nożny                                               | nożny                                               | nożny                                               | nożny                                               | nożny                                               | nożny                                               |
| Instalacja zapłonowa                 |                                                     |                                                     |                                                     |                                                     |                                                     |                                                     |                                                     |                                                     |
| Zapłon                               | iskrownikowy                                        | iskrownikowy                                        | iskrownikowy                                        | iskrownikowy                                        | iskrownikowy                                        | iskrownikowy                                        | iskrownikowy                                        | iskrownikowy                                        |
| Prądnica                             | 17 W                                                | 28 W                                                | 28 W                                                | 28 W                                                | 28 W                                                | 28 W                                                | 28 W                                                | 28 W                                                |
| Kąt wyprzedzenia zapłonu             | 27°                                                 | 29°                                                 | 23-24°                                              | 23-24°                                              | 23-24°                                              | 23-24°                                              | 23-24°                                              | b. d.                                               |
|                                      | Wielkość przełożeń skrzyni biegów                   |                                                     |                                                     |                                                     |                                                     |                                                     |                                                     |                                                     |
| I bieg                               | 3,16 : 1                                            | 3,16 : 1                                            | 3,16 : 1                                            | 3,16 : 1                                            | 2,93 : 1                                            | 2,93 : 1                                            | 2,93 : 1                                            | b.d.                                                |
| II bieg                              | 1,49 : 1                                            | 1,49 : 1                                            | 1,49 : 1                                            | 1,49 : 1                                            | 1,49 : 1                                            | 1,49 : 1                                            | 1,49 : 1                                            | b.d.                                                |
| III bieg                             | 1 : 1                                               | 1 : 1                                               | 1 : 1                                               | 1 : 1                                               | 1 : 1                                               | 1 : 1                                               | 1 : 1                                               | b.d.                                                |
| IV bieg                              | brak                                                | brak                                                | brak                                                | brak                                                | brak                                                | brak                                                | brak                                                | b.d.                                                |

1. ↑  od roku 1961
2. ↑  inne oznaczenie typu silnika - 051
3. ↑  3mm przed GMP

## Usprawnienia silnika
Współcześni użytkownicy motocykli z silnikiem S01 często dokonują wymiany oryginalnego iskrownika-prądnicy na zapłon CDI. Modernizacja poprawia jakość i stabilność uzyskiwanej iskry, dzięki czemu rozruch silnika jest łatwiejszy. Jednocześnie moc ładowania alternatora jest większa od mocy prądnic stosowanych fabrycznie w silnikach z rodziny S01, co pozwala na zastosowanie mocniejszych żarówek w motocyklu.